# Divisió d'Ambala
La divisió d'Ambala fou una entitat administrativa del Panjab (Índia) formada pel districte de Ludhiana, el districte d'Ambala i el petit i perifèric districte de Simla. La superfície era el 1880 de 10.264 km² i la població d'1.729.043 habitants (1881), dos terços hindús i un terç musulmans amb una forta minoria sikh.
Modernament la divisió d'Ambala és una divisió administrativa de l'estat d'Haryana amb capital a Ambala, formada pels següents districtes:
- Districte d'Ambala
- Districte de Kaithal
- Districte de Kurukshetra
- Districte de Panchkula
- Districte de Yamuna Nagar